# Rasmus Svane
Rasmus Svane (* 21. Mai 1997 in Allerød Kommune, Dänemark) ist ein deutsch-dänischer Schach-Großmeister, der in Lübeck lebt, für den Deutschen Schachbund spielberechtigt ist und in der deutschen Nationalmannschaft spielt.                                                                                                                 

## Einzelerfolge
Von 2009 bis zu ihrer Auflösung 2016 war Svane Mitglied der vom Bundesnachwuchstrainer des Deutschen Schachbundes Bernd Vökler ins Leben gerufenen Prinzengruppe, deren Ziel es war, aus dem deutschen Nachwuchs Nationalspieler zu formen. Weitere Mitglieder waren Hanna Marie Klek, Filiz Osmanodja, Matthias Blübaum, Dennis Wagner und Alexander Donchenko.
Einer seiner größeren Erfolge war der geteilte 1. Platz 2012 beim Nord-West-Cup in Bad Zwischenahn. Im Mai 2014 überschritt seine Spielstärke erstmals die 2500-Marke. Im Juni 2015 stand er mit seiner damaligen Elo-Zahl von 2519 auf Platz 37 der deutschen Rangliste sowie Platz 4 der nationalen U-18-Rangliste.
Im Mai 2013 wurde Svane zum Internationalen Meister ernannt, die erforderlichen Normen erfüllte er bei der deutschen Einzelmeisterschaft 2011 in Bonn, im Juli 2012 beim Politiken Cup in Helsingør sowie im Dezember 2012 beim 1. Korbacher GM-Normenturnier.
Seit September 2016 trägt Svane den Großmeistertitel, die erforderlichen Normen erfüllte er im April 2015 beim Aeroflot Open in Moskau, im Juni 2015 beim Visma Chess 2015 GM in Växjö und in der 1. Bundesliga 2015/16.
Im April 2022 erreichte er mit einer Elo-Zahl von 2648 erstmals die Top 100 der Elo-Liste. Am 24. Mai 2025 wurde Svane vor dem 13-jährigen FM Christian Glöckler deutscher Meister im Blitzschach in München.

## Mannschaftsschach
In Deutschland spielte Svane bis 2012 für den Lübecker Schachverein von 1873, seit 2012 spielt er mit dem Hamburger SK in der 1. Bundesliga, mit dem er auch am European Club Cup 2015 teilnahm. Die dänische Skakligaen gewann er 2015 und 2018 mit dem Skanderborg Skakklub, die österreichische Bundesliga 2020 mit dem SK Sparkasse Jenbach.
Mit der deutschen Nationalmannschaft nahm er 2014 am Mitropacup in Ružomberok teil. Bei der Europameisterschaft gehörte er 2017 erstmals zum deutschen Team. Bei der Schacholympiade 2018 spielte er für das deutsche Team an Brett 4 und 2022 an Brett 3. Bei der Schacholympiade 2024 wurde er nicht aufgestellt, begleitete die Mannschaft aber als Sekundant.

## Trivia
Bei den Schnellschachweltmeisterschaften 2024 spielte er in der zwölften Runde gegen den indischen Großmeister Venkataraman Karthik. Das Spiel war mit 206 Zügen das längste der Weltmeisterschaftsgeschichte und endete Remis.

## Privates
Svanes Eltern stammen aus Dänemark und wanderten 2001 nach Deutschland aus. Svane ist der Sohn des Cellisten Troels Svane. Sein jüngerer Bruder Frederik Svane ist auch Schachspieler und seit August 2022 ebenfalls Großmeister.